# Верхня Мічіна
Верхня Мічіна (словац. Horná Mičiná) — село, громада округу Банська Бистриця, Банськобистрицький край. Кадастрова площа громади — 15.69 км². Протікає річка Лукавіца.
Населення 640 осіб (станом на 31 грудня 2020 року).

## Історія
Горна Мічіна згадується 1293 року.

## Населення
| Рік:            | 1994. | 2004.   | 2014.    | 2024.    |
| --------------- | ----- | ------- | -------- | -------- |
| Кількість осіб: | 475   | 467     | 607      | 698      |
| Різниця:        |       | -1,68 % | +29,97 % | +14,99 % |

| Рік:            | 2023. | 2024.   |
| --------------- | ----- | ------- |
| Кількість осіб: | 690   | 698     |
| Різниця:        |       | +1,15 % |